# Jezero Grabovica
Jezero Grabovica ili hidroakumulacija Grabovica se nalazi u Bosni i Hercegovini. Formirana je 1982. godine za potrebe istoimene hidroelektrane. Početak akumulacije nalazi se kod Jablanice i proteže se prema Mostaru. Dužina jezera je oko 12 km a površina oko 130 ha. Maksimalna dubina jezera je oko 34 m, dok su oscilacije vode oko 4 metra.